# Nanavira Thera
Bhikkhu Ñāṇavīra Thera (Geburtsname: Harold Edward Musson; * 5. Januar 1920 in Aldershot; † 5. Juli 1965 in Bundala, Sri Lanka) war ein englischer Bhikkhu (Thera) des Theravada-Buddhismus und Autor. Sein bekanntestes Werk sind die Notizen zu Dhamma (orig.: Notes on Dhamma), welche zusammen mit seinen Briefen in deutscher Übersetzung als Notizen zu Dhamma und andere Schriften erschienen sind.

## Biografie
Harold Edward Musson wurde 1920 in einer Militärkaserne in England geboren. Der Vater, ein dort stationierter Captain, hatte seinem Sohn ebenfalls eine militärische Karriere zugedacht.
Bhikkhu Nanavira Thera hatte während der Zeit in Burma, als sein Vater dort ein Regiment befehligte, schon Kontakt zur Lehre des Buddhismus.
Nach einigen Studiengängen in Mathematik, Italienisch und anderen Neusprachen wurde der 21-Jährige zum Kriegsdienst herangezogen. Aufgrund seiner Sprachkenntnisse diente er in der Spionageabwehr, u. a. in Italien. Dort hatte er den ersten nachweislichen Kontakt mit dem Buddhismus. Das Buch Die Doktrin des Erwachens des Italieners Julius Evola faszinierte ihn dermaßen, dass er das Buch ins Englische übersetzte. Später distanzierte er sich wieder von diesem Buch (Brief vom 21. Februar 1964 an Lionel Samaratunga mit dem Zusatz in Klammern: „das ich Ihnen jetzt nicht ohne beträchtliche Vorbehalte empfehlen kann“.).
Zusammen mit seinem Freund Osbert Moore verließ er mit 28 Jahren England in Richtung Ceylon, um dort in einem buddhistischen Kloster zu leben. Sie gingen zur Island Hermitage des deutschen Mönchs Nyanatiloka. Am 24. April 1949 wurden die beiden Engländer als Novizen ordiniert (pabbajja). Am 22. Juli 1950 erhielten sie im Wat Vajirarama in Colombo die Mönchsweihe (upasampada) beim ehrwürdigen Pælæne Siri Vajiranana Maha Nayaka Thera (dem Nanavira später die Notizen zu Dhamma widmete).
Seine Mutter, Laura, besuchte ihn vor Ort und wollte ihn von seinem Weg abbringen, aber Nanavira weigerte sich. Als sie sah wie ihr Sohn mit den Fingern aus einer Almosenschale aß, war sie zutiefst geschockt. Kurz darauf erlitt Nanaviras Mutter einen schweren Schlaganfall, dem nach ihrer Rückkehr nach England eine komplette Amnesie folgte. Sie verstarb im Jahre 1951.
Nanavira war mehr einzelgängerisch veranlagt. 1954 und 1955 verließ er die Island Hermitage, um an verschiedenen Plätzen zurückgezogen leben und praktizieren zu können. Er lebte in Bergen und Höhlen, kam jedoch wahrscheinlich von Zeit zu Zeit in die Island Hermitage zurück. Im Oktober 1955 besuchte Nanavira das Waldreservat Bundala im Südosten Ceylons. Er empfand den Ort als sehr angenehm. Für über ein Jahr kehrte er in die Island Hermitage zurück. Im April 1957 ging Nanavira wieder nach Bundala, wo er bis zu seinem Tode 1965 in einer sehr einfachen Hütte (kuti) lebte.
Am 5. Juli 1965 beendete Nanavira Thera durch Suizid sein Leben. Vorher hatte er bereits mindestens einen Selbstmordversuch unternommen (1962). Der Arzt Dr. Kingsley Heendeniya hatte ihm eine Phiole mit Ethylchlorid-Spray gegeben, die Mutter des Arztes gab ihm später noch eine Phiole. Ethylchlorid wurde zu jener Zeit als Lokalanästhetikum bei Insektenbissen verwendet. Nanavira Thera starb durch Inhalation des Ethylchlorids mittels einer selbstgebauten Maske.
In seinem letzten Brief, der auf dem Tisch liegend vorgefunden wurde, schrieb Nanavira Thera:

„2:45 p.m.:
To the coroner, Hambantota:
Owing to chronic (and apparently incurable) ill-health, I have decided to put an end to my life. I have been contemplating such action for some considerable time; indeed, I made an unsuccessful attempt at suicide in November 1962; since then the situation has deteriorated rather than improved. The responsibility for this action is purely mine, and no other person whatsoever is involved.
Nanavira“

„14.45 Uhr:
An den Leichenbeschauer, Hambantota:
Aufgrund chronischer (und offensichtlich unheilbarer) schlechter Gesundheit habe ich beschlossen, meinem Leben ein Ende zu setzen. Ich habe eine derartige Handlung seit geraumer Zeit kontempliert; in der Tat habe ich einen erfolglosen Suizidversuch im November 1962 unternommen; seit damals hat sich die Situation eher verschlechtert als verbessert. Die Verantwortung für diese Handlung liegt allein bei mir, und keine andere Person ist daran beteiligt.
Nanavira“

## Schriften
Die Schriften von Nanavira Thera können in zwei Perioden eingeteilt werden: von 1950 bis 1960 (Frühe Schriften), und von 1960 bis 1965 (enthalten in den Notizen zu Dhamma und andere Schriften). Der Grund für diese Einteilung ist eine „Modifikation seiner Sichtweisen“ ab 1960. In einem Brief an Lionel Samaratunga vom 22. März 1963 schreibt Nanavira:

„With regard to any of my past writings that you may come across (I do not think there is very much), I would ask you to treat with great reserve anything dated before 1960, about which time certain of my views underwent a modification. If this is forgotten you may be puzzled by inconsistencies between earlier and later writings.“

„In Bezug auf irgendwelche früheren Schriften von mir, die Ihnen in die Hände fallen könnten (ich glaube nicht, dass es viele sind), möchte ich Sie bitten, alles, was aus der Zeit vor 1960 stammt, mit großem Vorbehalt zu behandeln. Zu dieser Zeit machten bestimmte meiner Sichtweisen eine Wandlung durch. Wenn das vergessen wird, wundern Sie sich vielleicht über Inkonsistenzen zwischen früheren und späteren Schriften.“

Am 26. Juni 1959 erreichte Nanavira Thera laut eigener Aussage sotapatti, oder den Stromeintritt. Dadurch erlangte er Klarheit und Gewissheit bezüglich der Vier Edlen Wahrheiten. In den Schriften nach 1960 wird dies deutlich: Keine Zweifel oder spekulative Vorstellungen mehr über die Bedeutung der Lehren des Buddha, den Dhamma. Dr. Kingsley Heendeniya schreibt dazu:

„Der Unterschied zwischen den frühen und den späteren Werken ist deutlich und beeindruckend. Die frühen Texte zeigen einen Menschen, der Klärung sucht, in seinem eigenen Denken, in der Diskussion mit anderen, der ernsthaft danach strebt, durch wiederholten Versuch-und-Irrtum einen Zugang zum Herz der Buddhalehre zu finden. Ab 1960 haben wir einen völlig veränderten Autor vor uns. Seine Schriften drücken Gewissheit und Selbstsicherheit aus: kein Herumtasten im Dunkeln mehr, kein Zweifel mehr, kein Mutmaßen und Spekulieren mehr.“

### Frühe Schriften (1950–1960)
Der Großteil der frühen Schriften besteht aus Briefen an Nanamoli Thera, wo die beiden englischen Mönche viele Arten des abendländischen Denkens erkundeten. Diese Korrespondenz dauerte bis 1960, dem Jahr von Nanamoli's Tod. Ihr Interesse galt besonders den eng miteinander verwandten philosophischen Schulen der Phänomenologie und des Existentialismus, die für sie viele falsche Vorstellungen über das Dasein und die Existenz beseitigen. Gleichzeitig werden auch die Grenzen dieser Denker anerkannt. Man müsse schließlich über sie hinausgehen um die Essenz der Lehre des Buddha zu erkennen. Existentialismus ist nach Nanaviras Ansicht eine Annäherung an die Lehre Buddhas und kein Ersatz für sie.
Zwei Essays aus dieser Zeit wurden veröffentlicht: Nibbana und Anatta (1953) und Sketch for a Proof of Rebirth (1957). Außerdem existieren noch Commonplace Book, Marginalia, sowie diverse Schriften die nach dem Tode des Autors gefunden wurden (Notizen, Übersetzungen usw.).

### Späte Schriften (1960–1965)

#### Notizen zu Dhamma

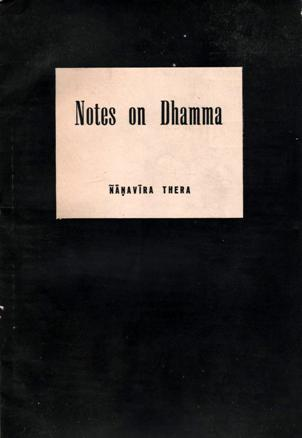
Notes on Dhamma
Cover der Originalausgabe

Zwischen 1960 und 1963 arbeitete Nanavira Thera an den Notizen zu Dhamma. Er nimmt darin zu verschiedenen Schlüsselbegriffen des (Theravada)-Buddhismus Stellung, wie Bedingtes Entstehen (Pali: Paṭiccasamuppāda), Dhamma, Kamma, Nibbana, Atta/Anatta, Anicca etc. Er untersucht sie im Sinne des Suttapitaka, Philosophie, Logik und eigener Erfahrung. Die buddhistische Kommentarliteratur wird von ihm ausdrücklich als nicht vertrauenswürdig abgelehnt, einzig der Vinayapitaka und Suttapitaka stellen für ihn die Lehre des Buddha korrekt dar. Kritik wird von Nanavira Thera an der sogenannten Drei-Leben-Theorie des traditionellen Theravada geübt.
Spätestens im Februar 1963 war das Buch Notizen zu Dhamma fertiggestellt. Es wurde Ende 1964 von Lionel Samaratunga, einem ceylonesischen Richter, in einer Stückzahl von 250 Kopien privat herausgegeben. Die Bücher wurden an führende buddhistische Persönlichkeiten der damaligen Zeit sowie an diverse Bibliotheken und Institutionen kostenlos verteilt. Die Antworten darauf waren größtenteils höfliches Unverständnis. Notizen zu Dhamma wurde beschrieben als „arrogant, beleidigend und herablassend“, als „ein fantastisches System“, Theravadin Buddhist Underground aber auch als „das wichtigste Buch, das im 20. Jahrhundert geschrieben wurde“. Nanavira selber schrieb dazu in einem Begleitbrief zum Manuskript:

„Der Autor möchte klarstellen, dass Notizen zu Dhamma kein gelehrtes Werk ist: ein Orientalist (in diesem Fall ein Páligelehrter) wird, wenn er nur ein solcher ist, wohl kaum sehr viel mit dem Buch anfangen können, abgesehen davon, dass er dessen allgemeine Haltung vermutlich ganz und gar nicht billigen wird. Obwohl dieses Buch nicht darauf aus ist, gelehrt im scholastischen Sinne zu sein, ist es weit davon entfernt, eine populäre Darlegung des Buddhismus zu sein. Am besten fasst man es als philosophischen Kommentar zu den wesentlichen Lehren der Páli-Suttas auf, und es bereitet beträchtliche Schwierigkeiten, insbesondere „objektiven“ oder positivistischen Denkern, die nicht so leicht werden erkennen können, worauf das Buch hinauswill. Vom Standpunkt eines Verlegers aus ist dies zweifellos unglücklich; aber Tatsache ist es, dass die Lehre der Páli-Suttas (gelinde gesagt) noch weitaus schwieriger ist – wenn auch weitaus lohnender – als gemeinhin angenommen wird; und der Autor ist nicht der Meinung, dass die ‚Notizen zu Dhamma‘ das Thema schwieriger machen, als es tatsächlich ist.“

Außerdem schrieb Nanavira im Vorwort:

„Das Hauptanliegen dieser ‚Notizen zu Dhamma‘ ist es, gewisse gängige, zumeist traditionelle Fehlinterpretationen der Páli-Suttas aufzuzeigen und als Ersatz dafür etwas anzubieten, das sicherlich weniger leicht, aber vielleicht auch weniger unzulänglich ist.“

#### Briefe
Zwischen 1960 und 1965 unterhielt Nanavira Thera Briefverkehr mit diversen Personen. Der Inhalt von 150 Briefen ist überliefert. 100 Briefe sind in der deutschen Übersetzung Notizen zu Dhamma und andere Schriften enthalten. Im englischen Original Clearing the Path sind alle Briefe enthalten. Korrespondiert wurde u. a. mit seinem Doktor, einem Richter/Herausgeber, einem Anwalt, einem britischen Diplomaten, einer deutschen Nonne etc. Inhaltlich geht es in den Briefen zum Beispiel um philosophische Diskussionen, inhaltliche Fragen zu den Notizen, die Buddhalehre, Nanaviras Krankheiten oder Fragen zur Herausgabe des Buches. Die Briefe stellen nach Nanaviras Meinung eine Ergänzung und Vertiefung zu den Notizen dar. In einem Brief an Lionel Samaratunga vom 22. Juni 1963 schrieb Nanavira dazu:

„Vielleicht wäre es gut, wenn Sie meine Briefe an Sie nicht vernichten würden – zumindest jene, die eine Erörterung von Punkten des Dhamma enthalten – in erster Linie, weil ich mich vielleicht auf sie beziehen will, was leichter ist, als sie jedesmal neu zu schreiben; und in zweiter Linie, weil sie in gewissem Sinne eine Art Kommentar zu den Notizen sind und später vielleicht einmal nützlich sein können. Natürlich sind sie nicht mit derselben Sorgfalt wie die Notizen geschrieben, und eine gewisse Lockerheit der Gedankenführung oder des Ausdrucks mag in ihnen zu finden sein.“

## Sonstiges
Bereits kurz nach seiner Ankunft in Ceylon wurde Nanavira Thera von Amöbenruhr (Amöbiasis) befallen. Diese Krankheit begleitete ihn den Rest seines Lebens und machte letztendlich die Praxis der Geistessammlung, und damit Fortschritte auf dem Pfad, unmöglich. Zur Bekämpfung der Amöbenruhr hatte Nanavira ein starkes Medikament bekommen (Entamide). Dieses hatte als Nebenwirkung eine starke Stimulation des Geschlechtstriebes (Satyriasis) zur Folge – für Nanavira als Mönch eine zusätzliche Belastung. Von früheren intensiven Meditationen auf hartem Boden war Nanavira des Öfteren wegen einer Schleimbeutelentzündung der Knie in Behandlung. Vor dem Hintergrund dieser Krankheiten ist auch sein Selbstmord zu sehen. Für Nanavira war ein Leben, welches keine Fortschritte im Dhamma mehr ermöglichte wertlos. Mit seinem Arzt Dr. de Silva sprach Nanavira sowohl persönlich als auch per Brief oft über seine Krankheiten und die praktischen und philosophischen Aspekte des Suizids.
Ein halbes Jahr vor Nanaviras Tod, Neujahr 1965, besuchte Robin Maugham (ein Neffe Somerset Maughams) Nanavira Thera in seiner kuti und führte dort ein Interview mit ihm für das Magazin People. Daraufhin erschien ein zweiteiliger Sensationsbericht in der Zeitschrift.